# Cutina inquieticolor
Cutina inquieticolor là một loài bướm đêm trong họ Erebidae.